# The Lion and the Witch
The Lion and the Witch è un EP live del gruppo alternative rock statunitense Weezer, pubblicato il 24 settembre 2002 e registrato in Giappone nella primavera del 2002 durante la promozione dell'album Maladroit.

## Tracce
Testi e musiche di Rivers Cuomo.
1. Dope Nose - 5:20
2. Island in the Sun - 3:55
3. Falling for You - 4:23
4. Death and Destruction - 4:19
5. El Scorcho - 4:16
6. Holiday - 4:10